# António José Conceição Oliveira
António José Conceição Oliveira (* 14. Oktober 1946 in Mogofores, Portugal), auch Toni genannt, ist ein ehemaliger portugiesischer Fußballspieler und -trainer, der vor allem durch seine Tätigkeit bei Benfica Lissabon bekannt wurde.

## Spielerkarriere

### Verein
Toni begann in seiner Kindheit bei Salesianos de Mogofore mit den Fußballspiel. Bald darauf wechselte er zum Anadia FC, wo sich sein Talent zeigte. 1964 kam der Mittelfeldspieler in den Profikader von Académica de Coimbra, die damals in der höchsten portugiesischen Spielklasse von Mário Wilson trainiert wurden. Mit Coimbra war sein größter Erfolg der Einzug ins Finale des portugiesischen Pokals, wo man Vitória Setúbal unterlag. Am 9. Juni 1969 wechselte Toni für eine Ablösesumme von 1.305.000 Escudos zu Benfica Lissabon. Dort wurde entwickelte sich der Mittelfeldakteur zu einem der besten Spieler in der Geschichte von Benficas. Seine guten Leistungen brachten ihm 1972 den Titel des Fußballer des Jahres von Portugal.
In seinen 13 Jahren bei Benfica wurde er in 395 Spielen eingesetzt und schoss 24 Tore. In der portugiesischen Nationalelf absolvierte Oliveira zwischen 1969 und 1978 insgesamt 33 Partien (1 Tor), für Endrunden bei Welt- oder Europameisterschaften konnte sich die Mannschaft in dieser Zeit aber nicht qualifizieren. 1980/81 beendete er seine Karriere bei Benfica.

### Nationalmannschaft
Toni kam am 12. Oktober 1969 im WM-Qualifikations-Spiel gegen Rumänien zu seinem Debüt in der portugiesischen Nationalmannschaft. Während seiner Zeit als Nationalspieler spielte Toni zusammen mit Spielern wie Eusébio, Humberto Coelho und Rui Jordão. Trotzdem schaffte es man nicht für ein bedeutendes Turnier wie Welt- und Europameisterschaft zu qualifizieren. Einziger nennenswerter Wettbewerb war der Brasilianischer-Unabhängigkeits-Wettbewerb 1972, der vom 11. Juni bis 9. Juli zur 150-jährigen Unabhängigkeit Brasiliens ausgetragen wurde. Toni erreicht mit Portugal das Finale gegen Gastgeber Brasilien, verlor dieses aber durch einen Treffer in der 89. Minute durch Jairzinho mit 1:0. Toni kam in allen vier möglichen Partien des Turniers zum Einsatz. Am 8. März 1979 trug der Mittelfeldspieler im Freundschaftsspiel gegen Frankreich letztmals das Trikot der Landesauswahl.

## Trainerkarriere
Toni begann seine Trainerlaufbahn als Co-Trainer bei Benfica Lissabon. Im September 1983 holt ihn Nationaltrainer Fernando Cabrita zusammen mit António Morais und José Augusto in den Trainerstab der Portugiesen, die sich für die Fußball-Europameisterschaft 1984 qualifizierten.
Als Trainer war Toni dreimal bei Benfica angestellt (1987/89, 1992/1994 und 2000/2002). Zu Beginn seiner Karriere auf diesem Posten beerbte er 1987 den dänischen Trainer Ebbe Skovdahl. Während des Jahres 1989 wurde Toni vom Schweden Sven-Göran Eriksson abgelöst, unter dem er bereits 1983 als Assistent im Benfica-Trainerstab arbeitet. Bereits 1992 wurde der frühere Mittelfeldspieler erneut Trainer von Benfica und verdrängte dadurch Tomislav Ivić. In dieser Zeit konnte er 1993 den portugiesischen Pokal gewinnen. Im Spiel um den Super-Cup, im Vorfeld der Spielzeit 1993/94 verlor Tonis Mannschaft dann aber gegen den FC Porto. Nachdem sich der Benfica-Vorstand 1994 wieder von seinem früheren Aktiven trennte, unterzeichnete Toni bei französischen Klub Girondins Bordeaux. Die Mannschaft wurde in der Liga aber nur siebenter, was den Ansprüchen nicht genügt, so dass Toni den Platz für Eric Guérit räumen musste. Noch im gleichen Jahr stand er für kurze Zeit als Cheftrainer des FC Sevilla an der Auslinie des spanischen Klubs. Schließlich betreute Toni bis 2000 für fünf Jahre keine neue Mannschaft, bis er zum dritten Mal das Team von Benfica betreuen sollte, um José Mourinho abzulösen. Der portugiesische Hauptstadtklub blieb jedoch in den kommenden zwei Jahren ohne Titel und der Trainer sein Amt Ende Dezember 2001 freiwillig ab, nachdem es Probleme zwischen ihm und Neu-Präsidenten Manuel Vilarinho gab. Insgesamt war Toni bei 217 Benfica-Spielen Trainer; darunter waren 128 Siege, 57 Unentschieden und 32 Niederlagen. Nach einem kurzen Intermezzo beim chinesischen Klub Changsha Ginde, unterzeichnete er noch 2002 bei al Ahly Kairo. Nach einer erneut längeren Pause zog es Toni 2007/08 zum saudi-arabischen Klub Al-Ittifaq, den er ins Finale um den GCC Clubs Championship führt. Von 2010 bis 2011 war er Trainer von Al Ittihad. 2012 wechselte er in die iranische Liga zu Tractor Sazi Täbris.